# Knölbegonia
Knölbegonia (Begonia tuberhybrida) är en begoniaväxtart som beskrevs av Andreas Voss. Begonia tuberhybrida ingår i släktet begonior, och familjen begoniaväxter. Inga underarter finns listade i Catalogue of Life.